# Pandatheruppu
Pandatheruppu oder Pandatharippu oder Pandaththarippu oder Pandaththeruppu (tamilisch: பண்டத்தரிப்பு, singhalesisch: පණ්ඩතරිප්පුව) ist eine kleine Stadt im Norden Sri Lankas. Sie liegt im Distrikt Jaffna. Sie ist ungefähr 20 km von der Stadt Jaffna entfernt. Im 19. Jahrhundert war sie ein Missionsort der American Ceylon Mission (ACM). Dr. John Scudder gründete Asiens erstes Zentrum für westliche Medizin in dieser Stadt. Des Weiteren gibt es dort ein paar Schulen, die von der ACM gegründet wurden, so wie Kirchen und Hindutempel.

## Belege
1. ↑  BASIC POPULATION INFORMATION ON JAFFNA DISTRICT – 2007 (Memento des Originals vom 23. November 2018 im Internet Archive)  Info: Der Archivlink wurde automatisch eingesetzt und noch nicht geprüft. Bitte prüfe Original- und Archivlink gemäß Anleitung und entferne dann diesen Hinweis.